# Lécourt
Lécourt est une ancienne commune française du département de la Haute-Marne en région Grand Est. C'est une commune associée du Val-de-Meuse depuis 1972.

## Géographie
Le village est traversé par les routes D189 et D232.

## Histoire
Le 2 juin 1972, la commune de Lécourt est rattachée sous le régime de la fusion-association à celle de Montigny-le-Roi qui devient Le Val-de-Meuse.

## Politique et administration
| Période                                  | Période  | Identité           | Étiquette | Qualité |
| ---------------------------------------- | -------- | ------------------ | --------- | ------- |
| avant 2002                               |          | Paul Didier        | DVD       |         |
| ?                                        | En cours | Jean-Marie Paperin |           |         |
| Les données manquantes sont à compléter. |          |                    |           |         |

## Démographie
| 1793 | 1800 | 1806 | 1821 | 1831 | 1836 | 1841 | 1846 | 1851 |
| ---- | ---- | ---- | ---- | ---- | ---- | ---- | ---- | ---- |
| 164  | 150  | 234  | 195  | 191  | 191  | 195  | 193  | 185  |

| 1856 | 1861 | 1866 | 1872 | 1876 | 1881 | 1886 | 1891 | 1896 |
| ---- | ---- | ---- | ---- | ---- | ---- | ---- | ---- | ---- |
| 177  | 183  | 179  | 180  | 185  | 204  | 204  | 192  | 195  |

| 1901 | 1906 | 1911 | 1921 | 1926 | 1931 | 1936 | 1946 | 1954 |
| ---- | ---- | ---- | ---- | ---- | ---- | ---- | ---- | ---- |
| 198  | 183  | 179  | 164  | 184  | 174  | 167  | 180  | 133  |

| 1962 | 1968 | - | - | - | - | - | - | - |
| ---- | ---- | - | - | - | - | - | - | - |
| 143  | 114  | - | - | - | - | - | - | - |

## Lieux et monuments
- Église Notre-Dame de l'Assomption, du XVe siècle ou XVIe siècle